# ピエトロ・ネンニ
ピエトロ・サンドロ・ネンニ（イタリア語：Pietro Sandro Nenni, 1891年2月9日 - 1980年1月1日）は、イタリアの政治家。第二次世界大戦後のイタリア社会党を率いた。

## 概要
1909年にイタリア共和党に入党したことをきっかけに政界入りを行った。その後の1921年にイタリア社会党に入党するも、その後すぐにファシスト政権が成立し、ネンニはフランスへ逃亡した。
1943年8月にローマに戻ったネンニは、イタリア社会党の前身政党であるプロレタリア統一イタリア社会党を結党した。北部のファシスト軍（RSI軍）に抵抗するために、キリスト教民主党やイタリア共産党らと共に国民解放委員会を組織し、ネンニは委員会の幹部となった。
1944年にネンニは社会党の全国書記長に就任し、イタリア共産党との関係を強化した。パッリ政権と第1次デ・ガスペリ政権では憲法担当大臣、第2次デ・ガスペリ政権では外務大臣に就任した。しかしその後政権内で意見が合わなくなり、冷戦による共産党弾圧が西側諸国で進む中で、1947年5月に社会党は共産党と共に与党から追放された。デ・ガスペリ政権に対抗するため、共産党と人民民主戦線を結成したが、1948年の選挙では議席を減らす結果となった。
しかし、共産党と社会党の親密な関係に異議を唱えたジュゼッペ・サーラガトらは社会党を離党し、新たに民主社会党を結党した。しかしネンニも次第に共産党やソ連への不信感を抱き始め、1956年にソ連が起こしたハンガリー動乱によってその不信感は決定的なものとなった。

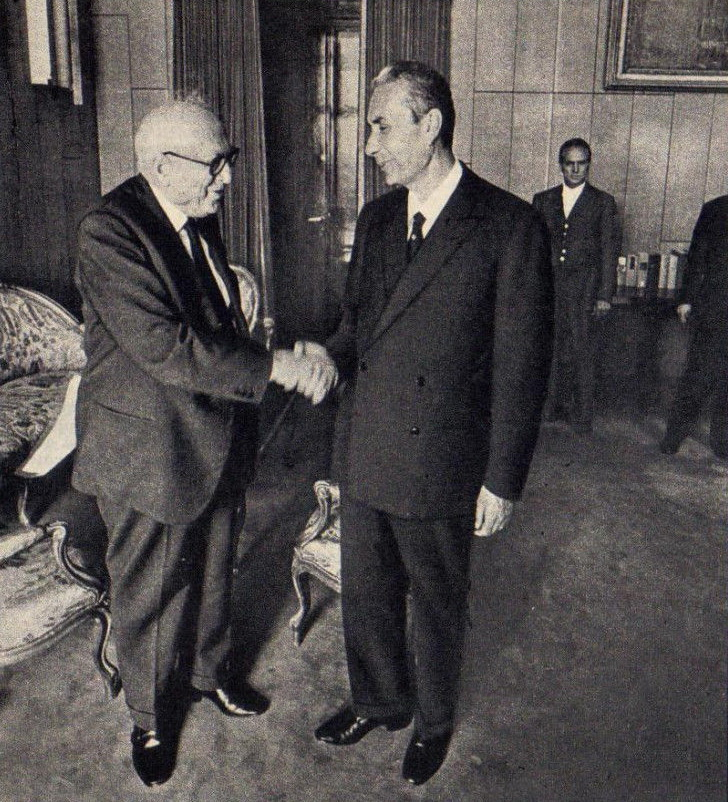
ネンニとキリスト教民主党のアルド・モーロ、クイリナーレ宮殿にて

それ以降のネンニはそれまでの共産党との協調を一転し、キリスト教民主党との協調を目指すようになった。1962年の第4次ファンファーニ政権において、社会党は信任投票を棄権して、閣外協力を開始した。1963年に成立した第1次モーロ政権においては社会党が1947年以降初めて与党となった（有機的な中道左派）。さらにネンニは分裂した民主社会党との再合同を目指したが、失敗した。この失敗の後にネンニは政界から身を引き、1980年にローマ市内で死去した。